# Вестерботенський полк
63°50′03″ пн. ш. 20°15′34″ сх. д. / 63.83416667° пн. ш. 20.25944444° сх. д.
63°50′03″ пн. ш. 20°15′34″ сх. д. / 63.83417° пн. ш. 20.25944° сх. д.
Вестерботенський полк (швед. Västerbottens regemente), позначення I 19, I XIX, I 20 і I 20/Fo 61 — колишній піхотний полк шведської армії, що почав свою історію з 16 століття. Був розформований у 2000 році. Солдати полку були спочатку набрані з провінції Вестерботен, і пізніше він мав гарнізон там.

## Історія
Полк має свої витоки в fänikor (компаній), підняті в Вестерботені в 1550-х роках і 1560-х рр. У 1615 р. ці підрозділи разом із fänikor від найближчих провінцій Енгерманланд, Медельпаж, Хельсінгланд і Гестрикланд були організовані Густавом II Адольфом в уряді Норланду, сім з яких з усіх 24 компаній були набрані в Вестерботені. Управління Норланду складалося з трьох польових полків, одним з яких був Вестеботенський. Десь близько 1624 року великий полк був постійно розділений на три невеликі полки, одним з яких був Вестеботенський.
Вестерботенський полк був одним з початкових 20 шведських піхотних полків, згаданих у шведській конституції 1634 року. Полк був відведений в 1696 році. Він змінив назву на Vasterbottens fältjägarregemente в 1829 році і був розділений на два корпуси розміру батальйону в 1841 році, один з них є Västerbottens fältjägarkår, другий Norrbottens fältjägarkår. Блок був підвищений до полкового розміру і перейменований назад в Vasterbottens regemente в 1892 році. Полк мав свої полігони в різних місцях у Вестерботені, але в кінцевому підсумку з'явився гарнізон в Умео в 1909 році.
Полк отримав позначення I 19 (19-го піхотного полку) в загальному порядку в 1816 році.

## Організація
1634(?)
- Livkompaniet
- Överstelöjtnantens kompani
- Majorens kompani
- Lövångers kompani
- Kalix kompani
- Bygdeå kompani
- Skellefteå kompani
- Piteå kompani

1841
- Livkompaniet
- Skellefteå kompani
- Bygdeå kompani
- Lövångers kompani